# Brunnsvikens trädgård

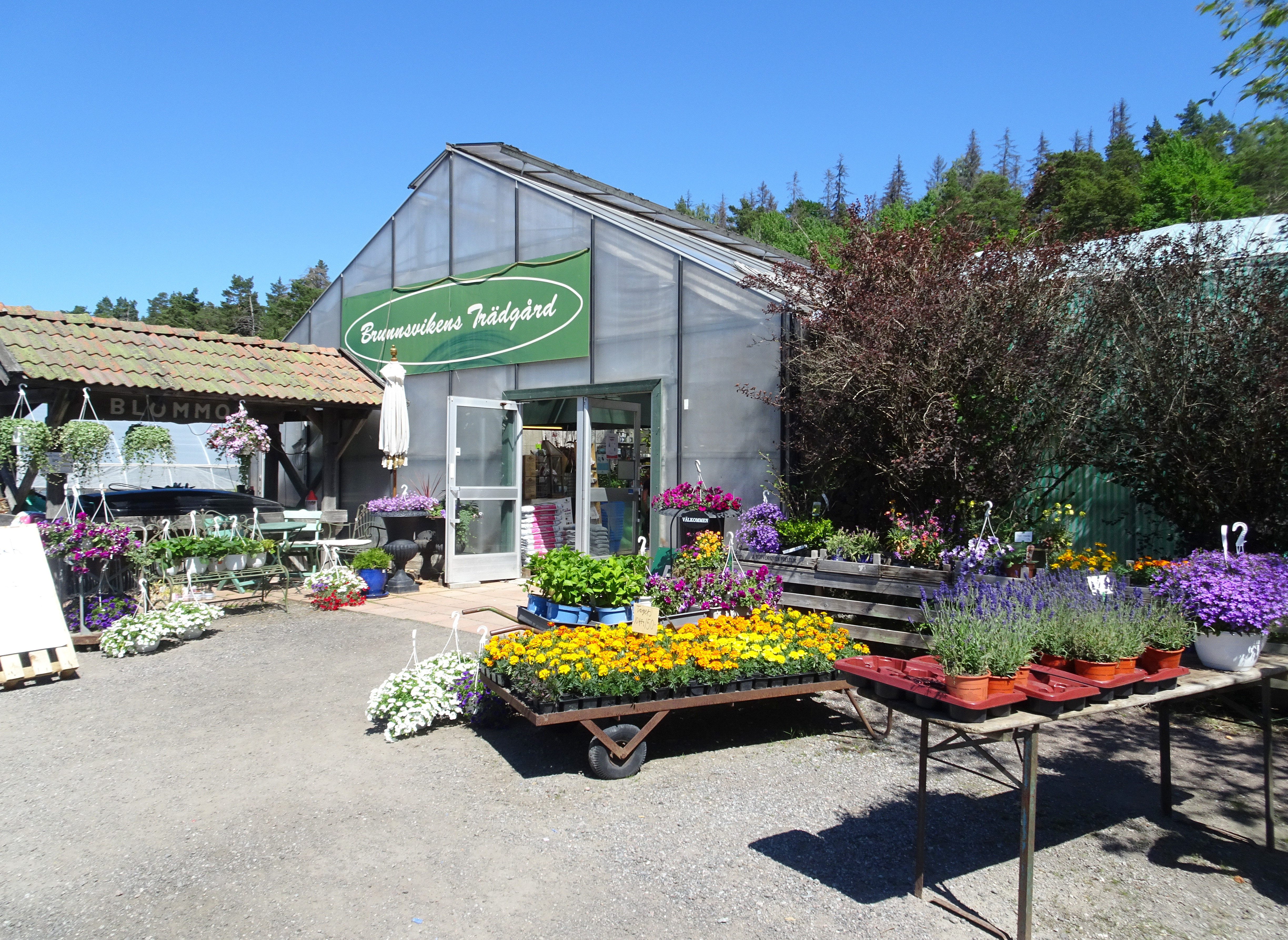
Brunnsvikens trädgård, juni 2020.

Brunnsvikens trädgård (officiellt namn Ekoparkens Trädgårdscenter i Ulriksdal) är en handelsträdgård vid  Ulriksdalsvägen 2 på Ulriksdals slottsområde i stadsdelen Ulriksdal i Solna kommun. På slottsområdet finns ytterligare en handelsträdgård, se Slottsträdgården Ulriksdal.

## Historik

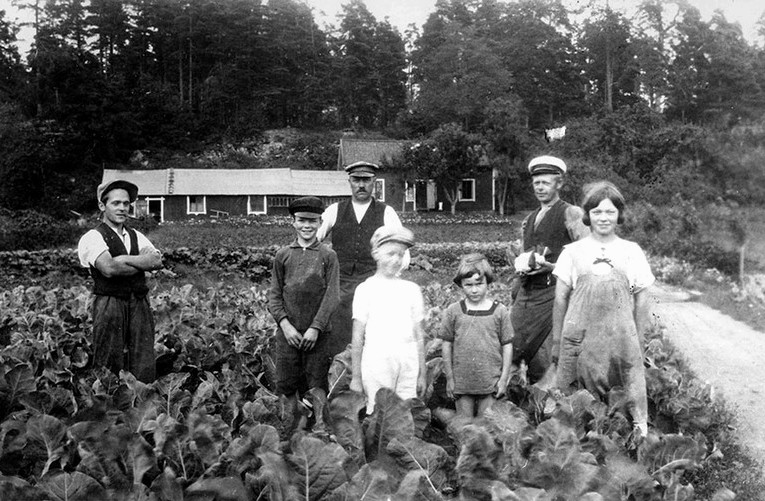
Sköndals handelsträdgård 1925. Trädgårdsmästaren Hjalmar Johansson står i bakgrunden i mitten.

Brunnsvikens trädgård ligger längst i söder på slottsområdet och gränsar till Bergshamraleden. Marken utgörs av en tidigare vik av Brunnsviken som genom landhöjningen blev till en bördig dalgång kallad Sköndal. Området är en donation från Gustav III och reserverades för trädgårdsmark. På platsen fanns redan tidigare en trädgårdsanläggning vid namn Sköndals handelsträdgård. Grannen i väster är det fortfarande bevarade Jakobsdal från 1798 och i öster lät kung Karl XV 1866 uppföra Väntorp åt sin älskarinna skådespelerskan Hanna Styrell. 
Sköndals handelsträdgård drevs på 1920- och 1930-talen av trädgårdsmästare Hjalmar Johansson med familj. Det fanns ett numera rivet bostadshus i schweizerstil, växthus, drivbänkar och frilandsodlingar, huvudsakligen för nyttoväxter. I början av 1960-talet drogs Bergshamraleden förbi söder om området och den tidigare kontakten med Brunnsviken gick förlorad.

## Dagens anläggning
Omkring 1960 delades dalgången ungefär på mitten. På den norra delen anlades Ulriksdals koloniområde och den södra halvan användes av Solna stads parkförvaltning för kompostering, skräphögar och lite sommarplanteringar. 1995 annonserade kommunen ut att anläggningen skulle säljas och samma år övertogs marken av Brunnsvikens trädgård som initierats av Lotta Lidström. Hon startade i liten skala, odlade och sålde sommarplantor.
Idag (2020) finns fem växthus med försäljning till allmänheten samt butik och trädgårdscafé med uteservering. Väster om växthusen ligger frilandsodlingar för självplock. I anslutning finns en visningsträdgård för växthus. Anläggningen drivs av Lotta Lidström. 

## Bilder

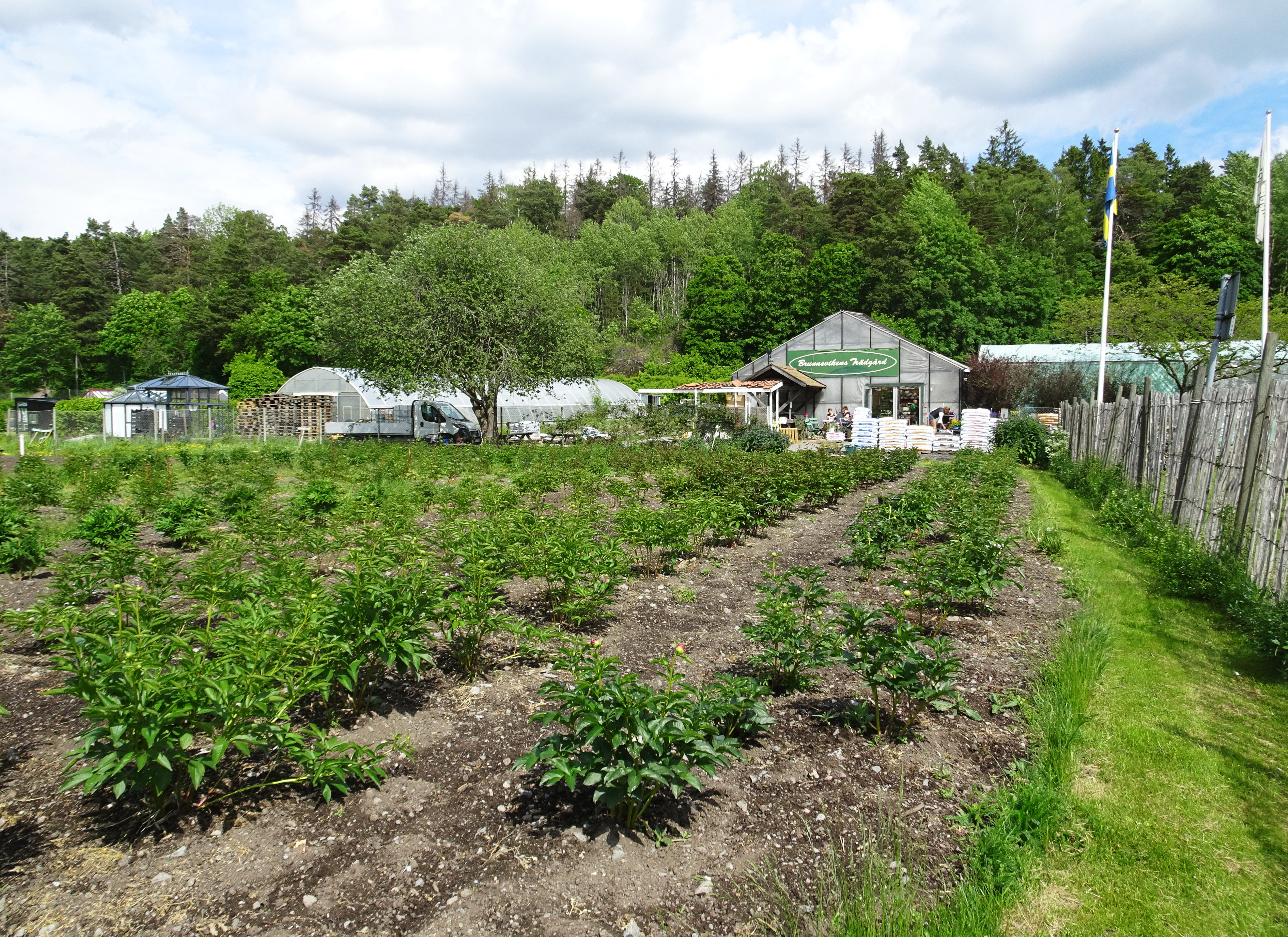
Frilandodling.
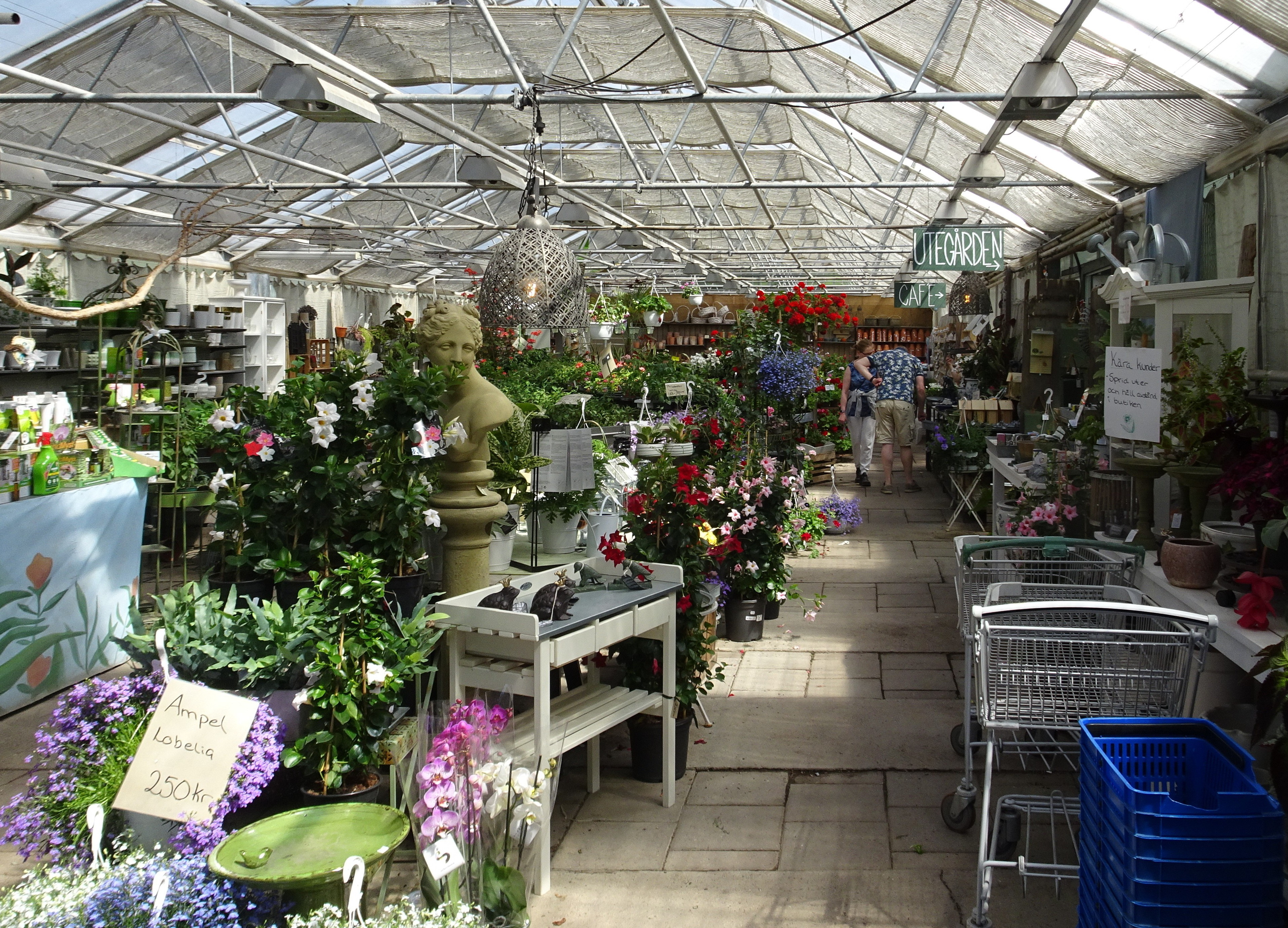
Stora växthuset.
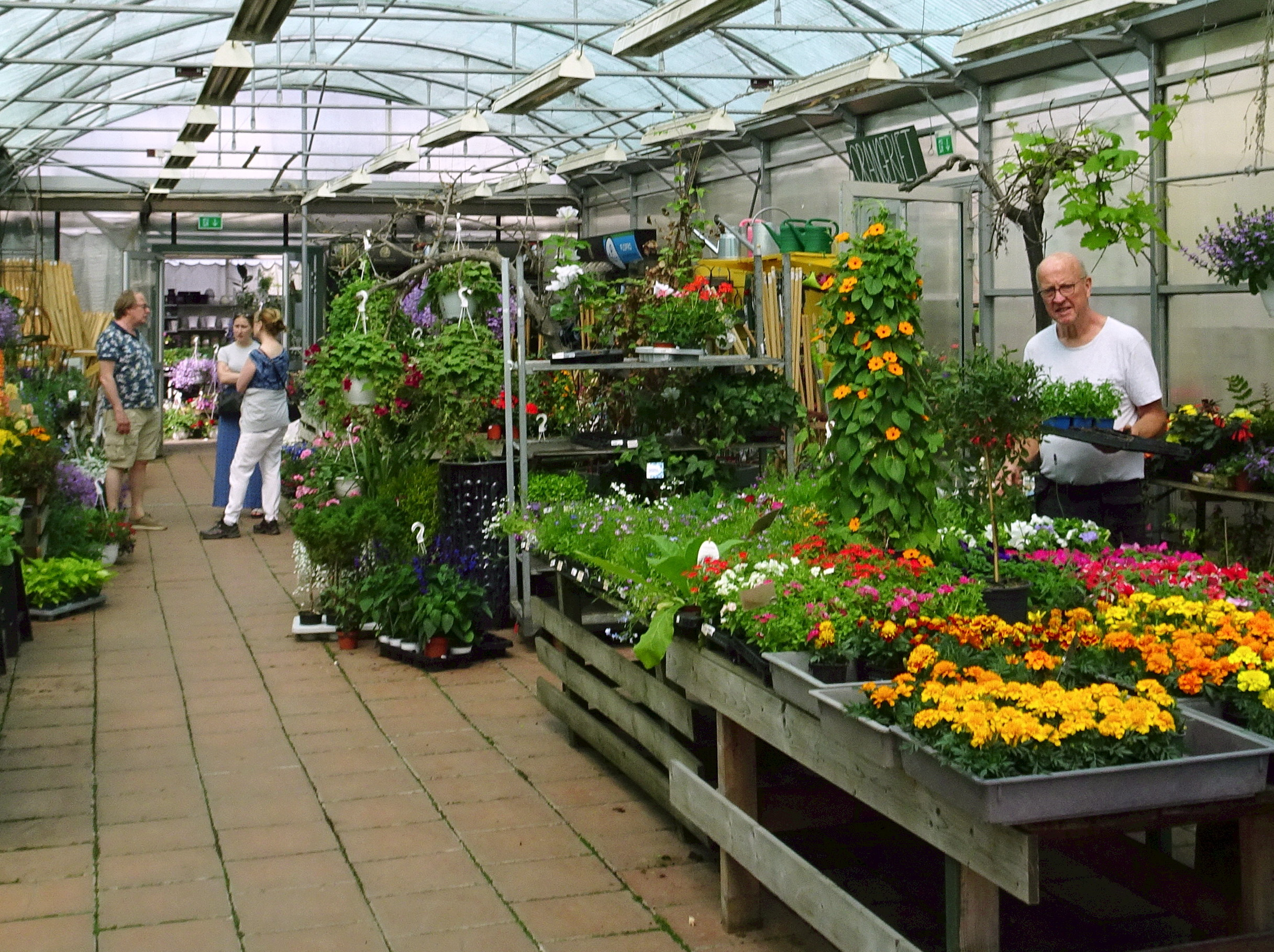
Lilla växthuset, Olle Würtz till höger.
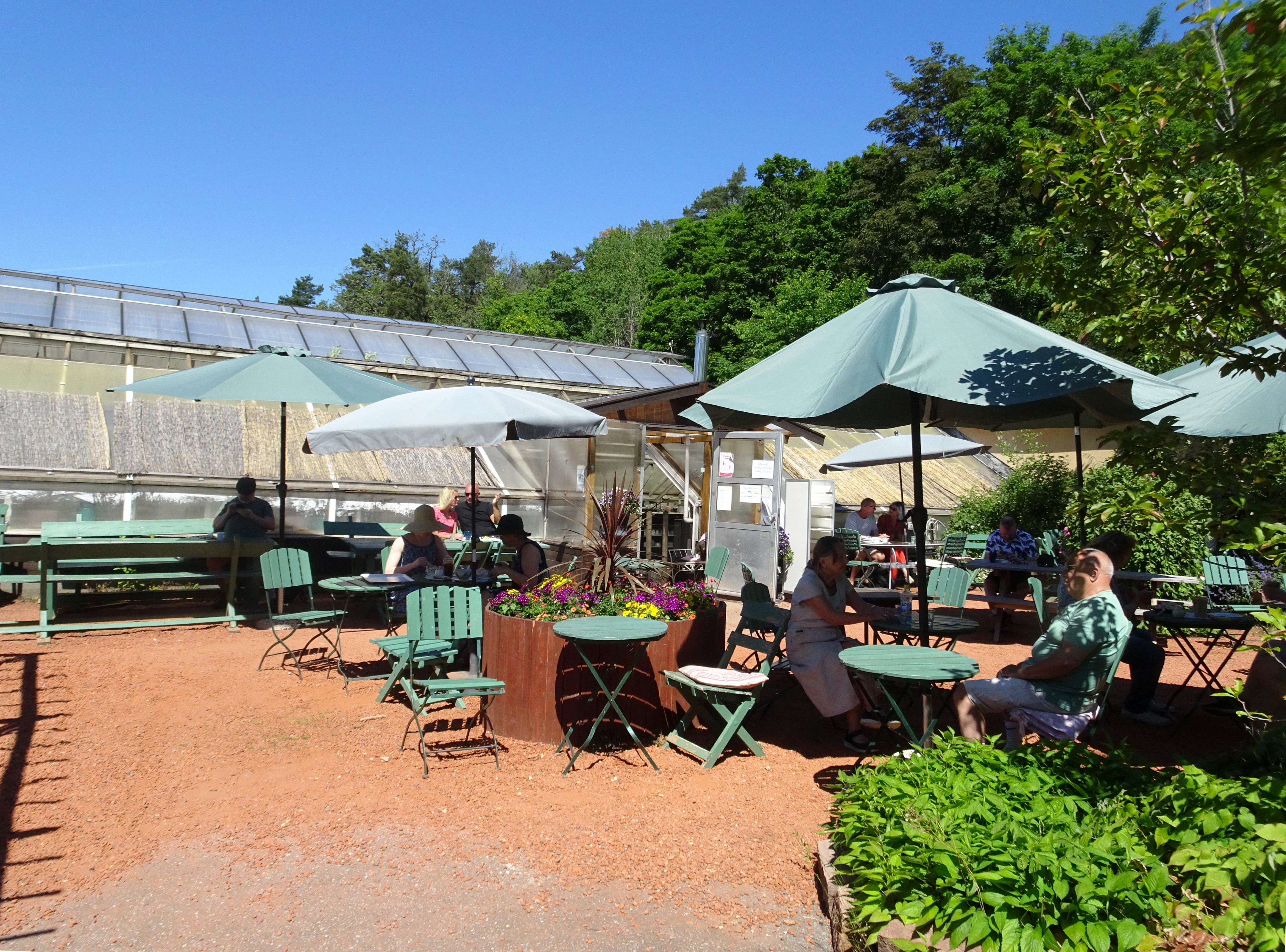
Uteserveringen.
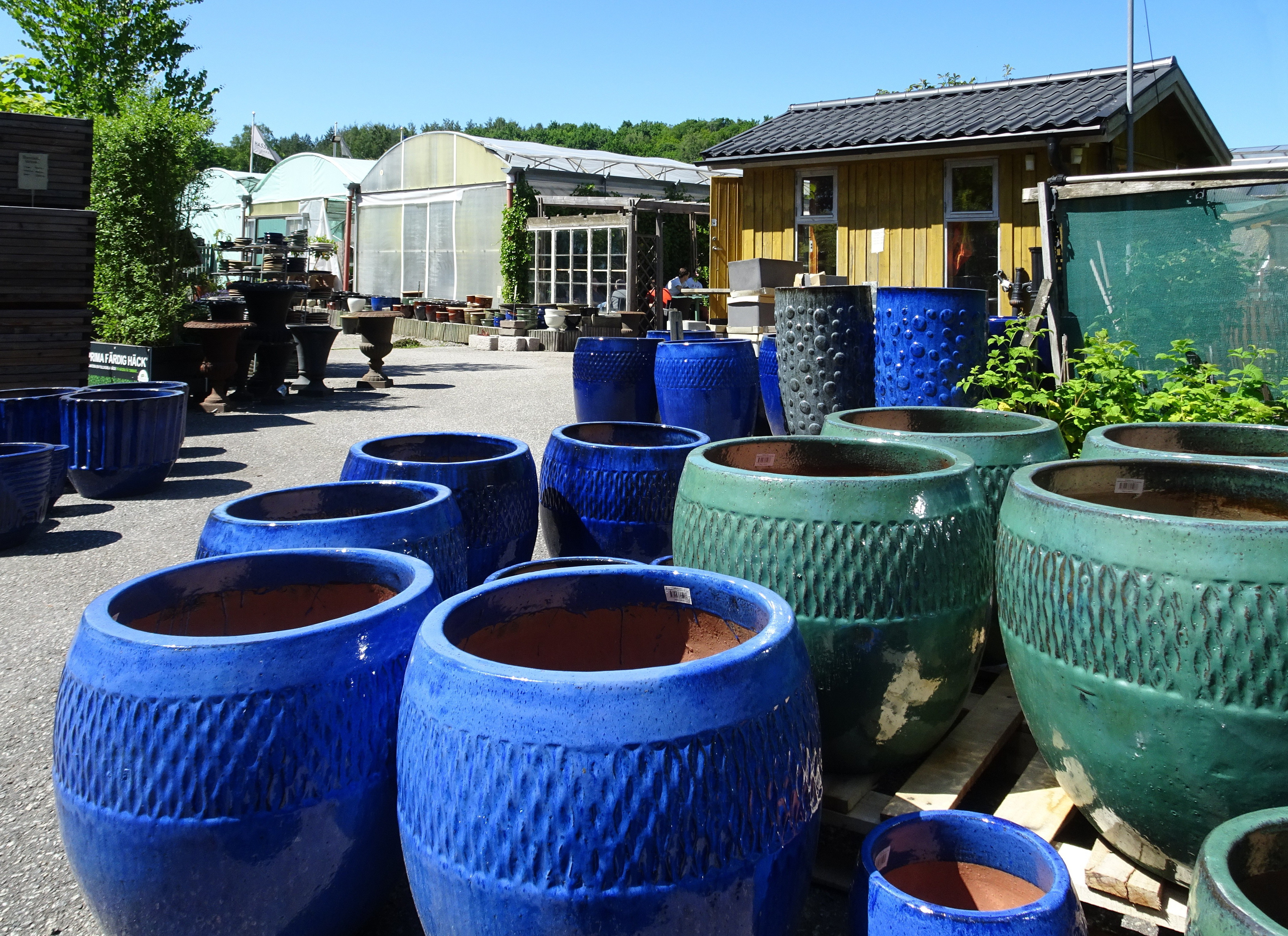
Trädgårdstillbehör.